# تایلر بریز
تایلر بریز (انگلیسی: Tyler Breeze؛ زادهٔ ۱۹ ژانویهٔ ۱۹۸۸) کشتی‌گیر کشتی حرفه‌ای اهل کانادا است.